# Bahnhof Berlin-Staaken
Der Bahnhof Berlin-Staaken ist seit 1998 ein Haltepunkt für Regionalzüge im Ortsteil Staaken im Berliner Bezirk Spandau. Davor gab es in Staaken mehrere verschiedene Bahnhöfe, die dem Vorort- und Güterverkehr dienten, Endpunkt der Berliner S-Bahn waren oder als Grenzkontrollbahnhof für den Transitverkehr durch die DDR fungierten.

## Geschichte
Der Bahnhof entstand im Jahr 1900 an der Berlin-Lehrter Eisenbahn von Berlin Richtung Hannover, nachdem diese zuvor knapp 30 Jahre lang direkt am Dorf vorbeigefahren war. Lange Zeit diente der Haltepunkt zur Erschließung Staakens.
Das sollte sich nach dem Zweiten Weltkrieg drastisch ändern. Staaken wurde von den Alliierten aufgeteilt. Der durchgehende Zugverkehr wurde unterbrochen. Auf West-Berliner Seite wurde 1951 die S-Bahn von Spandau West um eine Station bis Staaken verlängert. Schon in den 1930er Jahren war eine Verlängerung der S-Bahn bis ins brandenburgische Wustermark angestrebt worden. Der S-Bahnhof Berlin-Staaken lag in West-Berlin. Auf der anderen Seite des Nennhauser Damms lag auf DDR-Gebiet der Bahnhof Staaken Kr. Nauen (am früheren Güterbahnhof Staaken), von wo Vorortzüge in Richtung Wustermark und Nauen verkehrten. Zum Umsteigen zwischen S-Bahn und Vorortzügen mussten die Reisenden die Bahnhöfe wechseln und dabei eine Kontrollstelle passieren. Mit dem Mauerbau kam ein weiterer Bahnhof Staaken weit vor der Grenze hinzu: Staaken (DDR). Er diente der Kontrolle von Güterzügen zwischen West-Berlin und Westdeutschland bzw. der DDR.

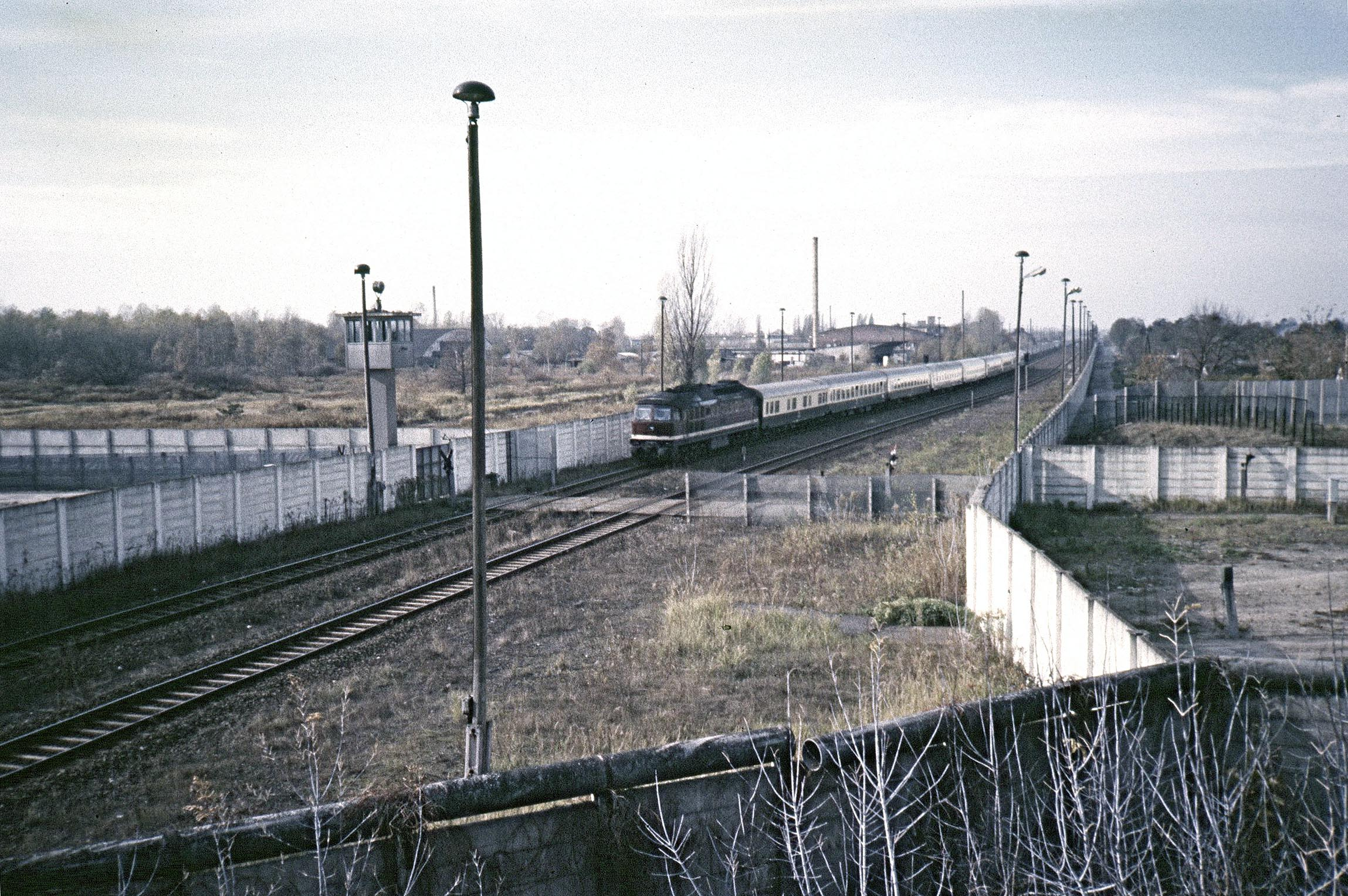
Transitzug aus Hamburg durchfährt die Grenzanlagen am Bahnhof Staaken, 1986

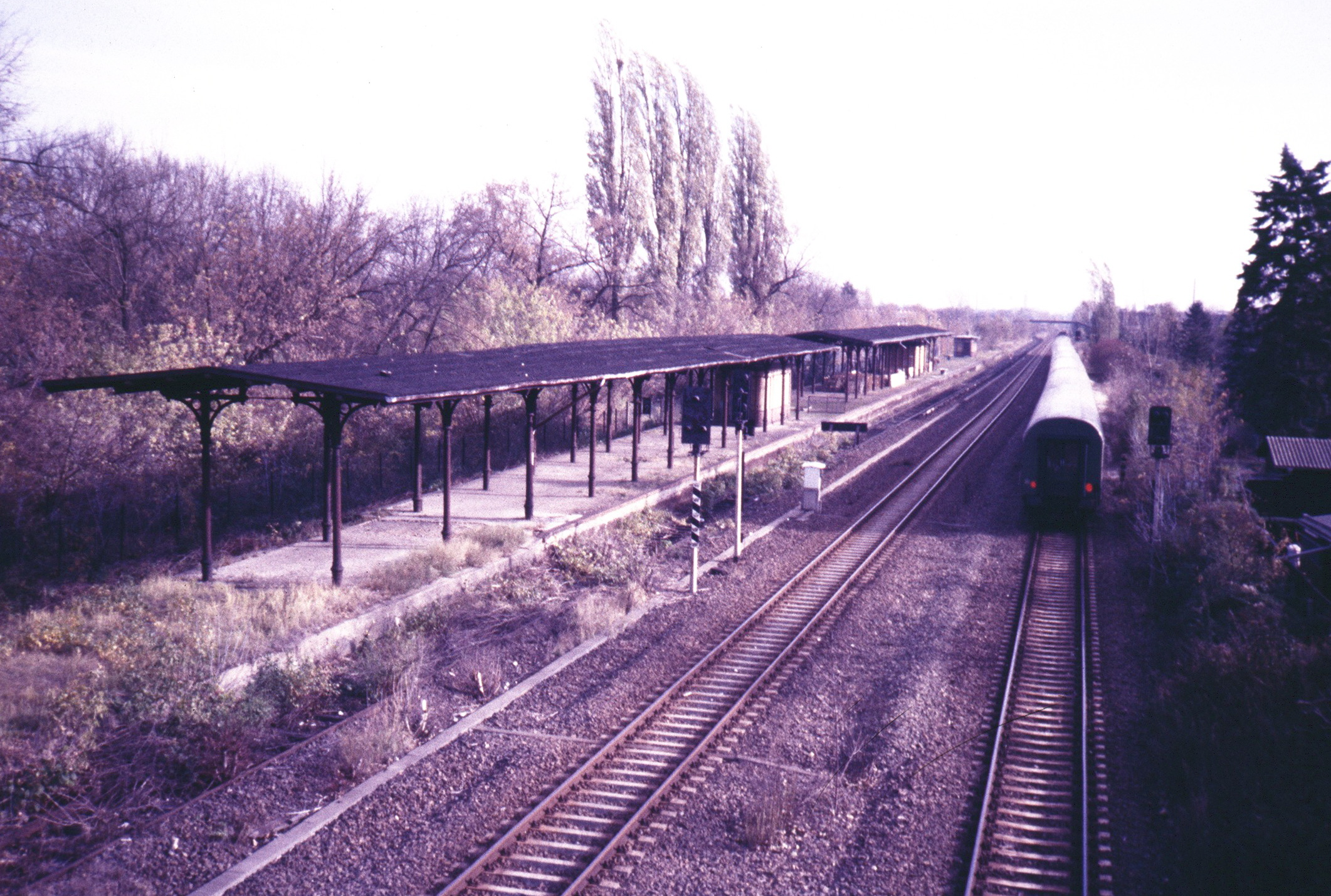
Stillgelegter S-Bahnhof Berlin-Staaken auf West-Berliner Gebiet, 1986

Als 1976 Staaken auch von Transitzügen zwischen Berlin und Hamburg passiert werden sollte, entstand ein neuer Kontrollbahnhof Staaken (DDR) weiter westlich. Vorher, seit 1961, mussten die Hamburger Fernzüge den Umweg über den Berliner Außenring und Griebnitzsee nehmen. Die Transitgleise waren zwischen Grenze und Kontrollbahnhof auf beiden Seiten durch eine hohe Schutzwand abgeriegelt. Der Bahnhof Staaken Kr. Nauen für den Binnenverkehr innerhalb der DDR wurde nach Westen an die Feldstraße verschoben. Dort endeten die Personenzüge aus Richtung Wustermark an einem separaten Kopfgleis südlich der Schutzwand zu den Transitgleisen.

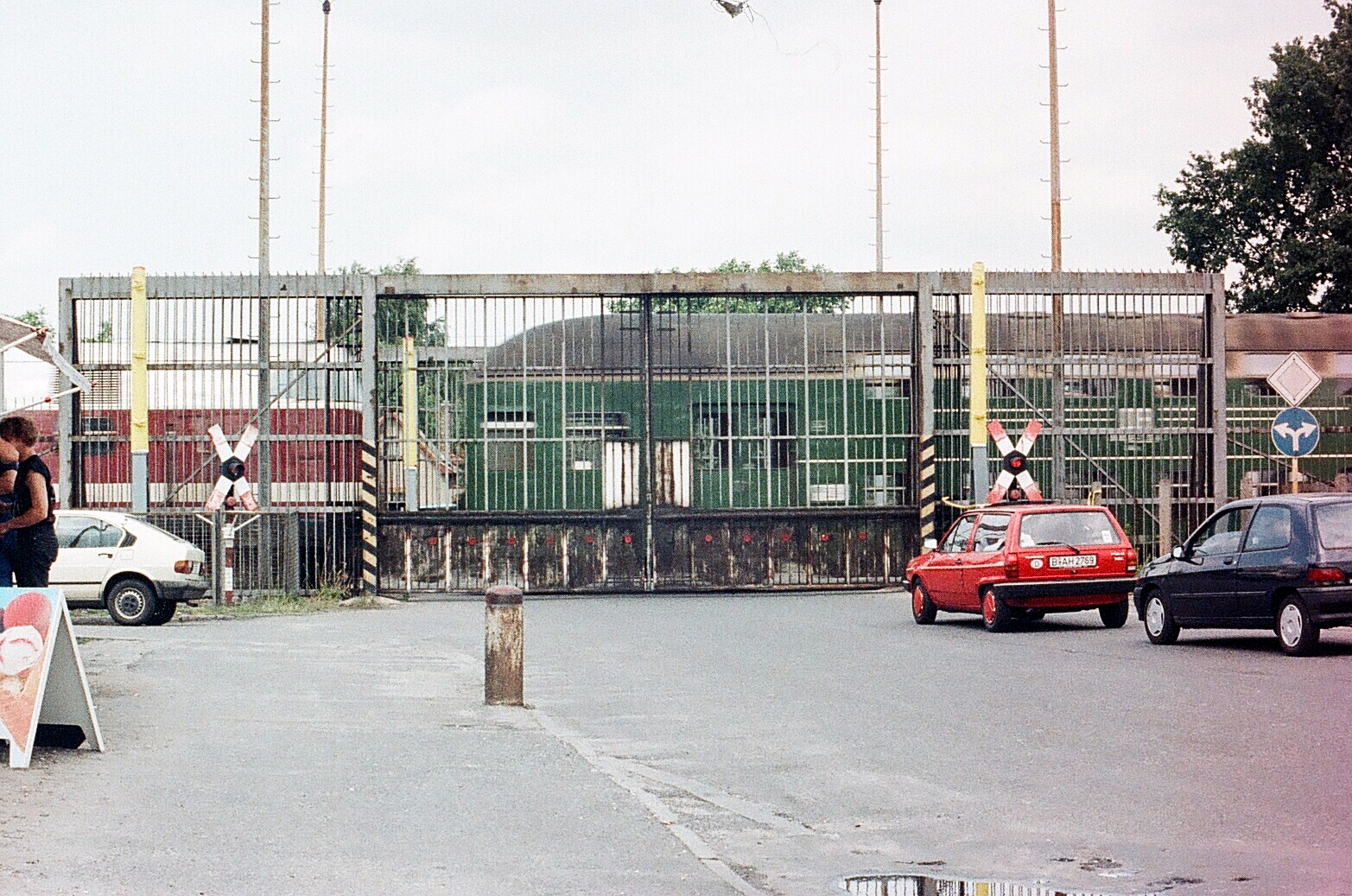
Vormals im Todesstreifen gelegener Bahnübergang „Elefantentor“, 1991

Am neuen Bahnhof Staaken Kr. Nauen befand sich für den Übergang der Feldstraße über die Transitgleise der wohl sicherste Bahnübergang der Welt: Weil hier die Schutzwand unterbrochen werden musste, sicherten statt Schranken massive Rolltore den abgeriegelten Transitkorridor bei Zugverkehr durch Staaken.
Auf West-Berliner Seite endete der S-Bahn-Betrieb nach Staaken nach nicht einmal 30 Jahren infolge des Berliner S-Bahn-Streiks 1980. Nach der Übernahme der Berliner S-Bahn durch die Berliner Verkehrs-Betriebe 1984 wurde wieder eine S-Bahn-Erschließung Staakens erwogen.
Mit der deutschen Wiedervereinigung wurde ganz Staaken wieder Bestandteil des Bezirks Spandau. Im Regionalverkehr fuhren ab 1990 durchgehende Züge aus Nauen über die Lehrter Bahn nach Berlin-Spandau, die ab 1991 das bisherige Zugangebot komplett ersetzten. Diese konnten das Kopfgleis an der Feldstraße nicht mehr anfahren, der Halt in Staaken entfiel. Auf Druck der Bevölkerung verkehrten zunächst werktags noch Pendelzüge zwischen Dallgow (später: Dallgow-Döberitz) und Staaken, bevor ein provisorischer Haltepunkt an den Hauptgleisen gebaut wurde, sodass auch wieder eine Verbindung von Staaken in Richtung Spandau entstand. Ab 1996 wurde die Lehrter Bahn als eines der Verkehrsprojekte Deutsche Einheit für eine Höchstgeschwindigkeit von 250 km/h zur Schnellfahrstrecke Berlin–Hannover ausgebaut. Der Bahnverkehr wurde für zwei Jahre durch Busse ersetzt. Die alten Staakener Bahnhöfe wurden bei den Bauarbeiten abgerissen. 1998 wurde der neugebaute Bahnsteig seitlich der ICE-Trasse in Höhe des von 1951 bis 1976 existierenden Bahnhofs eingeweiht.
Ebenfalls auf dem Gebiet von Staaken liegt der Bahnhof Berlin-Albrechtshof an der Strecke nach Hamburg.

## Anbindung
In Staaken halten jeweils stündlich die Regional-Express-Linie RE 4 in Richtung Rathenow und Jüterbog sowie die Regionalbahn-Linie RB 21 in Richtung Potsdam und Gesundbrunnen.
| Linie               | Linienverlauf | Takt (min)                                                        | EVU              |
| ------------------- | --- | ----------------------------------------------------------------- | ---------------- |
| RE 4                | (Stendal Hbf –) Rathenow – Wustermark – Dallgow-Döberitz – Berlin-Staaken – Berlin Jungfernheide – Berlin Südkreuz – Luckenwalde – Ludwigsfelde – Jüterbog (– Falkenberg (Elster)) | 60 Rathenow–Jüterbog (120 Stendal–Rathenow / Jüterbog–Falkenberg) | DB Regio Nordost |
| RB 21               | Potsdam Hbf – Golm – Wustermark – Elstal – Dallgow-Döberitz – Berlin-Staaken – Berlin-Spandau – Berlin Jungfernheide – Berlin Gesundbrunnen                                        | 60                                                                | DB Regio Nordost |
| Stand: 9. Juni 2024 | |                                                                   |                  |

Des Weiteren verkehrt die Buslinie M32 der BVG in Richtung Heidebergplan und Rathaus Spandau.